# Anomala bipunctata
Anomala bipunctata är en skalbaggsart som beskrevs av Blanchard 1851. Anomala bipunctata ingår i släktet Anomala och familjen Rutelidae. Inga underarter finns listade i Catalogue of Life.